# 제니퍼 존스
제니퍼 존스(Jennifer Jones, 1919년 3월 2일 ~ 2009년 12월 17일)는 미국의 배우, 가수이다. 할리우드 황금기의 대표적인 배우 중 한 명이다. 50여 년 활동 기간 동안 아카데미상에 5회 지명, 1회 수상하였다. 25세일 때 영화 《베르나데트의 노래》로 아카데미 여우주연상을 수상하면서 해당 상을 첫 수상한 최연소 배우들 한 명이 되었다. 또한, 제1회 골든 글로브상 극영화 부문 여우주연상을 수상했다.

## 출연 작품
- 베르나데트의 노래 (1943)
- 님은 가시고 (1944)
- 러브 레터 (1945)
- 백주의 결투 (1946)
- 마담 보바리 (1949)
- 비애 (1952)
- 비트 더 데블 (1953)
- 종착역 (1953)
- 모정 (1955)
- 타워링 (1974)